# Antikensammlung Berlin
Die Antikensammlung Berlin, ein Museum der Staatlichen Museen zu Berlin, ist eine der weltweit bedeutendsten Sammlungen antiker Kunst. Sie beherbergt archäologische Objekte griechischer, römischer, etruskischer und zyprischer Herkunft. Hauptanziehungspunkt der Sammlung ist der Pergamonaltar, daneben Zeugnisse griechischer und römischer Architektur aus Milet (Markttor von Milet), Priene, Magnesia, Baalbek und Falerii. Darüber hinaus besitzt die Antikensammlung eine große Zahl antiker Skulpturen, Vasen, Terrakotten, Bronzen, Sarkophage, Gemmen und Edelmetallarbeiten. Die Antikensammlung Berlin stellt ihre Werke in drei Gebäuden, dem Alten Museum, dem Neuen Museum und dem Pergamonmuseum, auf der Museumsinsel in Berlin aus.

## Geschichte der Sammlung

### Der Grundstock

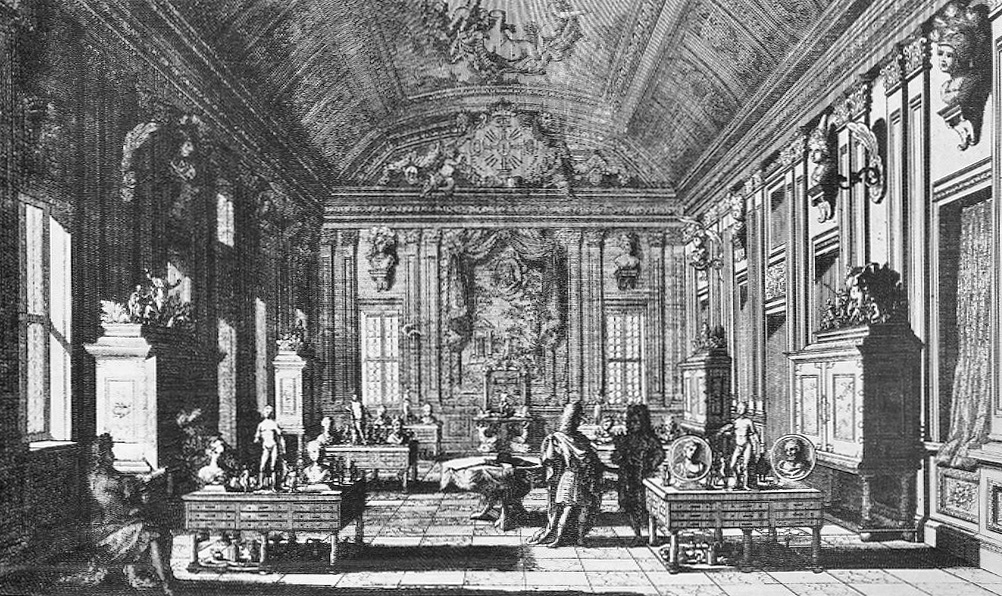
Das Münz- und Antikenkabinett im Berliner Stadtschloss (1696)

Den Grundstock der Sammlung legte der brandenburgische Kurfürst Friedrich Wilhelm, der unter anderem 1671 Teile der Sammlung von Gerrit Reynst erwarb. Seit 1686 war Lorenz Beger kurfürstlicher Antiquar unter Friedrich III. und wurde 1688 Verwalter der „Antiquitäten-Kammer“, 1693 Leiter der gesamten „Brandenburgisch-Preußischen Kunstkammer“, die im Berliner Stadtschloss untergebracht war. Er trug maßgeblich zum Ausbau und zur Systematisierung der kurfürstlichen Sammlungen bei. In seiner Amtszeit erfolgte 1698 der Erwerb der umfangreichen Sammlung des römischen Antiquars Giovanni Pietro Bellori. König Friedrich Wilhelm I. zeigte wenig Interesse an der Kunst- und Antikensammlung, belegbar ist das Geschenk von Skulpturen an August den Starken von Sachsen zwischen 1723 und 1726, nicht jedoch der häufig angeführte Tausch gegen zwei Dragonerregimenter.
Nach einer längeren Pause folgte 1742 durch König Friedrich II. der Ankauf der Sammlung des Kardinals Melchior de Polignac, zu deren bedeutendsten Stücken die Figur des „Knöchelspielenden Mädchens“ gehörte. 1747 erwarb er die schon damals berühmte Bronzestatue des sogenannten Betenden Knaben, die bis 1786 auf der Terrasse vor dem Schloss Sanssouci in Potsdam aufgestellt war.
1758 konnte der Antikenbestand durch die Erbschaft der Sammlung der Markgräfin Wilhelmine von Bayreuth abermals erweitert werden; darunter 265 Gemmen, Skulpturen sowie ein Fragment des „Nilmosaiks von Palestrina“. 1764 erfolgte der Ankauf der Gemmensammlung Philipp von Stosch. 1766 bis 1768 wurden durch den Kunsthändler Giovanni Ludovico Bianconi Statuen in Rom erworben., 1767 der „Grüne Caesar“ und ein Augustusporträt aus der Sammlung Julienne in Paris.

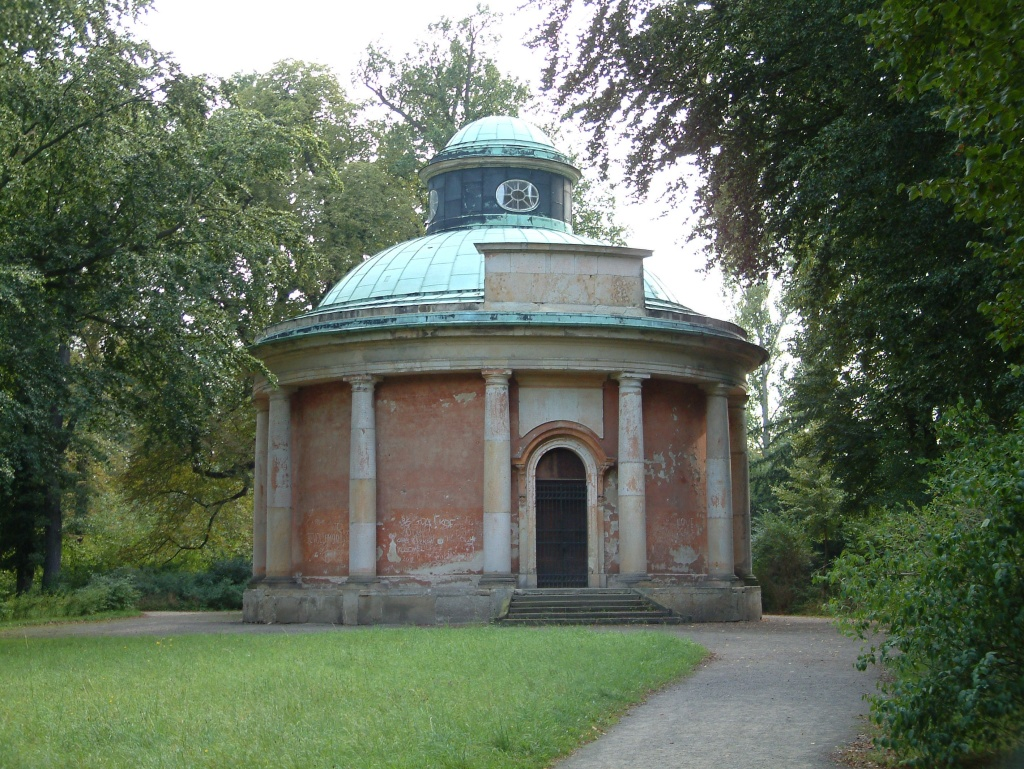
Antikentempel im Park von Sanssouci

Die Antiken dienten der Dekoration der königlichen Schlösser. 1776 ließ Friedrich II. den Großteil der Antiken in den Antikentempel im Park von Schloss Sanssouci bringen, wo sie Besuchern nach Anmeldung beim Kastellan zugänglich waren. 1790 erfolgte unter Friedrich Wilhelm II. der Erwerb weiterer sechs Statuen durch Friedrich Wilhelm von Erdmannsdorff in Rom.
Friedrich Wilhelm III. verfügte in einer Kabinettsorder vom 1. September 1798: „.… zur Beförderung des Studiums der Alterthümer und der Kunst … die Sammlung der Medaillen und Antiken im Antiken-Tempel zu Potsdam mit den ähnlichen Sammlungen in Berlin zu vereinigen und der Akademie der Wissenschaften anzuvertrauen“. Die Münz- und Gemmensammlung kam noch im selben Jahr in das Antikenkabinett des Berliner Stadtschlosses, dazu 48 sonstige Antiken, 1801 wurden weitere 449 Antiken von Sanssouci nach Berlin gebracht.
1797 wurde von Aloys Hirt die Idee vorgetragen, in Berlin das erste öffentliche Museum Preußens zu errichten und dort die wichtigsten Stücke der königlichen Sammlungen zu präsentieren. Dieser Vorschlag wurde von König Friedrich Wilhelm III. zunächst nicht aufgegriffen. Einen Großteil der großplastischen Werke aus dem königlichen Kunstbesitz ließ Napoleon Bonaparte nach der Niederlage Preußens 1806 als Beutegut durch Dominique-Vivant Denon nach Paris bringen, wo sie im Musée Napoléon ausgestellt wurden. Die Stücke kehrten 1814/15 nach Berlin zurück und erst jetzt nahmen die Planungen für ein neues Museum langsam Gestalt an. Mit Kabinettsordre vom 12. Oktober 1820 ordnete Friedrich Wilhelm III. an, Kunstwerke der Schlösser, Gärten und Galerien für das zu errichtende Museum auszuwählen. Der Erlass zum Bau eines Museums nach Karl Friedrich Schinkels Plänen erfolgte am 24. April 1823. Parallel erfolgten, schon mit Blick auf das neue Museum, weitere Ankäufe, so 1827 die Bronzen- und Vasensammlung des Generalkonsuls Jakob Ludwig Salomon Bartholdy und 1828 die aus 1348 antiken Vasen bestehende Sammlung des Generals Franz von Koller.

### Die Sammlung bis 1939

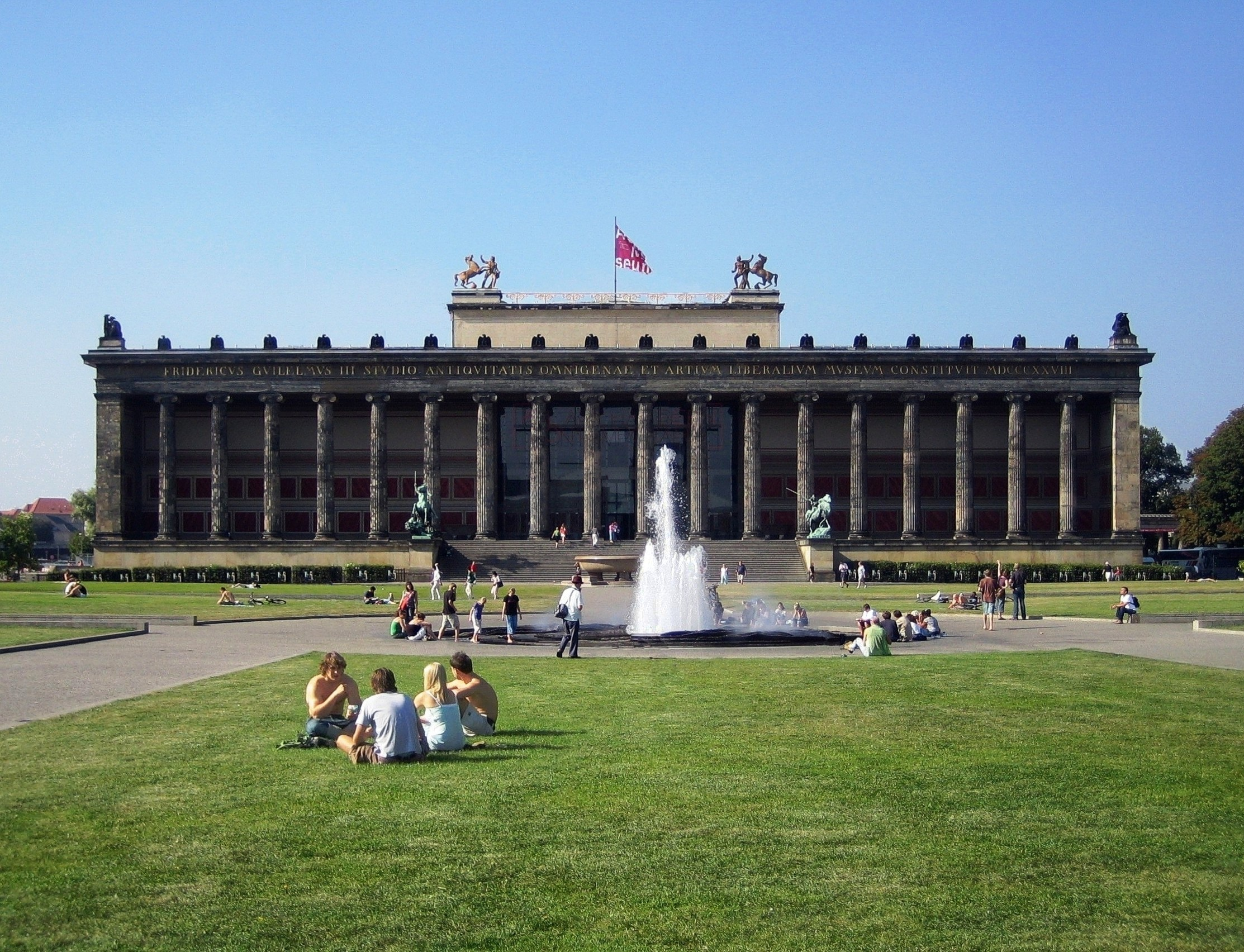
Altes Museum

Die Antikensammlung fand ein erstes Heim im von Karl Friedrich Schinkel errichteten Alten Museum am Lustgarten gegenüber dem Berliner Stadtschloss, das am 3. August 1830 eröffnet wurde. Die Sammlung bestand zunächst vor allem aus antiken griechischen und römischen, aber auch aus mittelalterlichen und neuzeitlichen Skulpturen. Im Laufe des 19. Jahrhunderts erfolgten viele weitere Ankäufe, so unter anderem schon 1831 die aus 442 Vasen bestehende „Dorow-Magnus’sche Sammlung“ aus dem Besitz Wilhelm Dorows. Durch Vermittlung des Archäologen Eduard Gerhard konnte die Vasensammlung in den Folgejahren bedeutend erweitert und zu einer der weltweit besten Sammlungen ausgebaut werden.
Zentraler Raum des Alten Museums war die Rotunde, in der durch eine Kommission unter der Leitung von Wilhelm von Humboldt eine erste Aufstellung ausgesuchter Statuen vorgenommen wurde. Die Rotunde gilt als eines der gelungensten Beispiele für Museumsarchitektur des 19. Jahrhunderts. Von der Rotunde kam man in zwei Säle mit antiken Götter- und Heroenstatuen. Daran schlossen sich zwei Räume mit römischen Kaiserstatuen und Porträts, Sarkophage, Aschenkisten und Reliefs an. Die Kleinkunst war zunächst im so genannten Antiquarium im Sockelgeschoss des Museums untergebracht.
Einen ersten Führer durch die Ausstellung der Skulpturen schrieb der Bildhauer Christian Friedrich Tieck, der mit Christian Daniel Rauch auch die Stücke restauriert hatte und Direktor der Sammlung war.
1851 wurde Theodor Panofka als erster Archäologe Direktor der Sammlung für Skulpturen und Gipsabdrücke, er war seit 1836 am Museum tätig, 1855 wurde Eduard Gerhard sein Nachfolger, der bereits seit 1833 am Museum tätig war. Schon in dieser Phase legte man nicht nur Wert auf die Darstellung der Kunstwerke, sondern auch ganz besonders auf die wissenschaftliche Forschung und die Bildung, was für ein Museum in dieser Zeit ein Novum war. Ein Zeichen dieses wissenschaftlichen Anspruches war die Anlage eines systematischen Kataloges von Zeichnungen antiker Kunstwerke aus Italien und Griechenland. Diese schnell auf 2500 Blatt angewachsene große Sammlung („Gerhard’scher Apparat“) ist noch bis heute als Quelle für die Forschung von Nutzen. In den Jahren seiner Verantwortung beschränkte sich Gerhard nicht darauf, besondere Kunstwerke zu erwerben, sondern versuchte, die Sammlung in der Breite und mit Blick auf eine besondere Vielfalt der verschiedenen Kunstgattungen zu erweitern.
Um einen vollständigen Überblick zur antiken Kunstgeschichte zu erreichen, setzte Gerhard gegen Widerstände durch, dass anstatt teurer Originale preiswertere Gipsabgüsse erworben wurden. 1842 wurde die seit 1796 bestehende Abgusssammlung der Berliner Akademie der Künste dem Museum angeschlossen. In den folgenden Jahrzehnten wurde die Sammlung zu einer der größten ihrer Art erweitert. Die Kombination von Originalen und Kopien unterstützte in der Folgezeit den Anspruch des Museums, der Bildung, Forschung und Lehre zu dienen. Da das Alte Museum schnell zu klein wurde, wurde zwischen 1843 und 1855 nördlich des Museums ein weiterer Bau, das Neue Museum, durch Friedrich August Stüler errichtet.

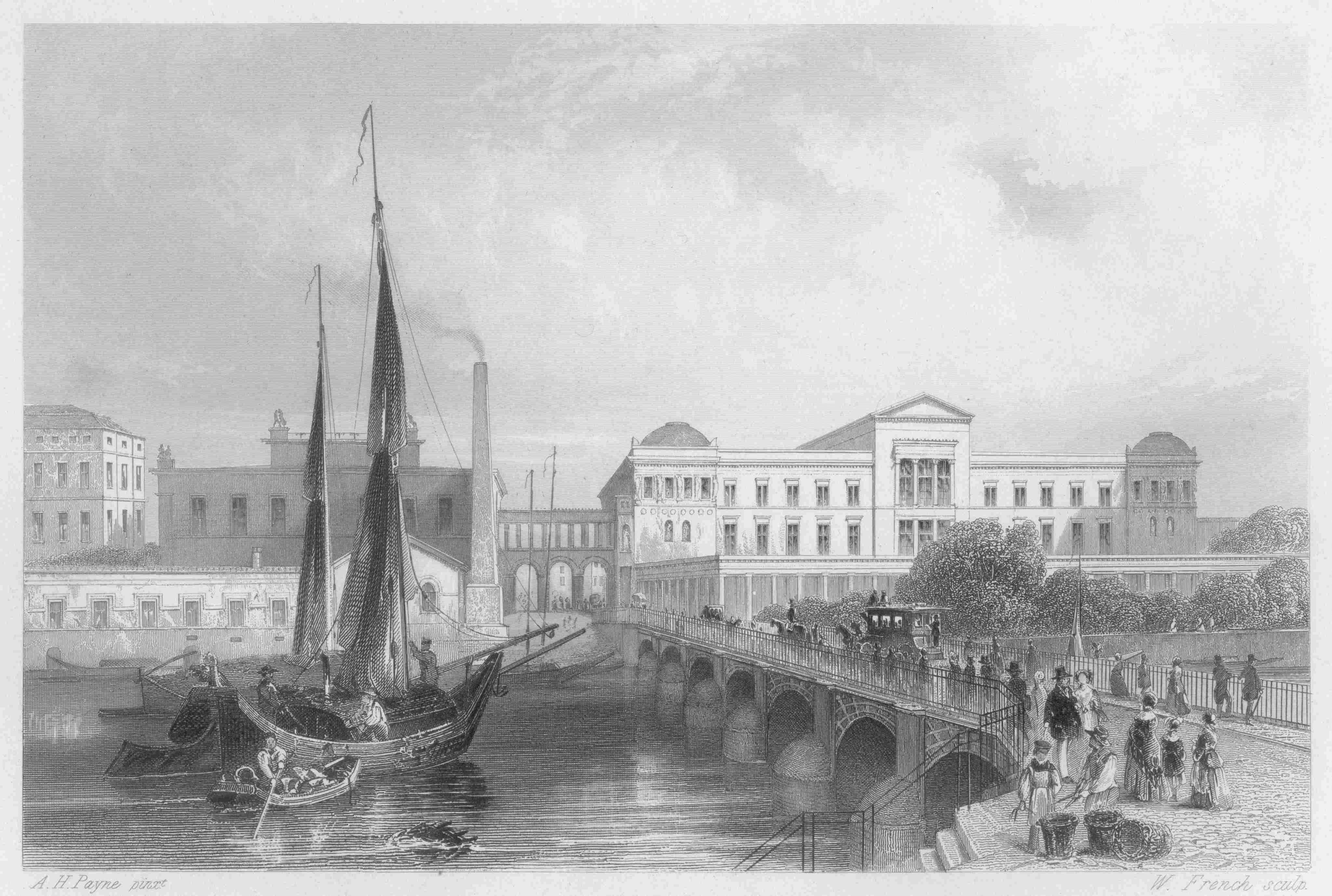
Altes und Neues Museum von der Friedrichsbrücke, um 1850

Im Neuen Museum wurde begonnen, die Idee in die Tat umzusetzen, die archäologischen Sammlungen in einer chronologischen und konzeptionellen Gesamtschau anzuordnen. In der unteren Etage des Museums wurde die ägyptische Sammlung eingerichtet, die seit einigen Jahren bestand, der Öffentlichkeit aber noch nicht zugänglich gemacht werden konnte. In der oberen Etage wurde die Abgusssammlung nach einem Konzept Stülers aufgestellt. Das Raumdekor und die Wandbilder waren eigens auf das jeweilige Thema oder die jeweilige Epoche ausgerichtet. Dieses Konzept hatte allerdings nicht lange Bestand, da die Vasensammlung 1879 aus dem Antiquarium ins Neue Museum überführt wurde.

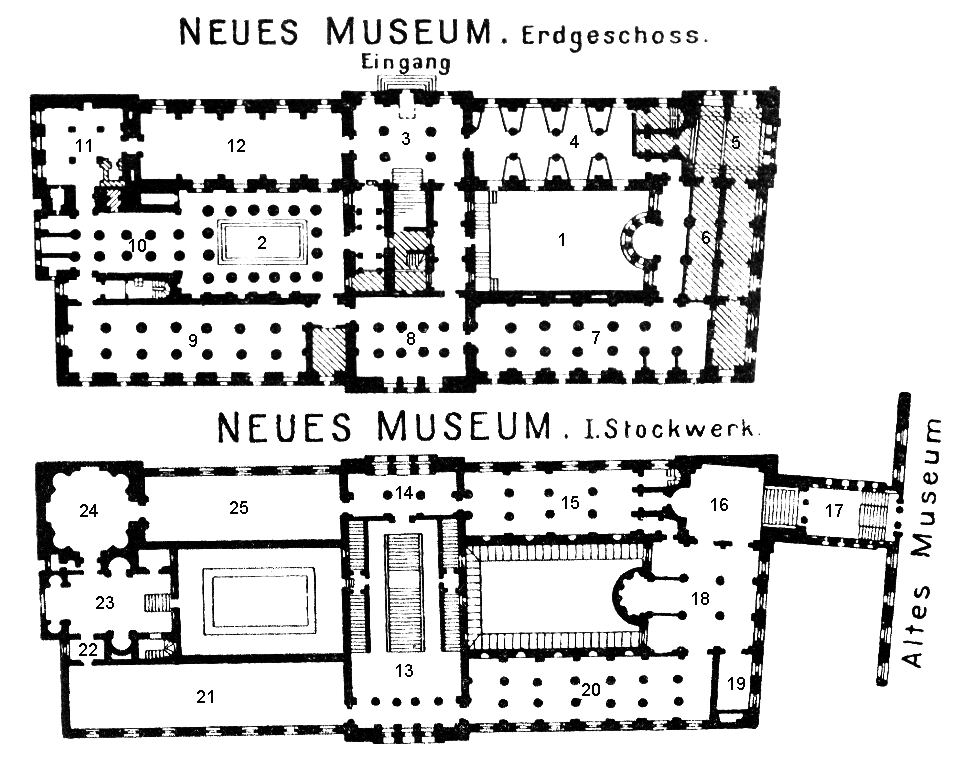
Neues Museum, Plan (1909)

Trotz der Auslagerung der Vasen war der Antikenbestand mittlerweile so weit gewachsen, dass der vorhandene Raum nicht mehr ausreichte. Deshalb entschloss man sich 1883, die nachantiken Skulpturen in eine eigene Sammlung zu überführen, die dann im bereits in Planung befindlichen Kaiser-Friedrich-Museum ausgestellt werden sollten. Diese Werke gehören heute zum Bestand der Skulpturensammlung. Bereits der 1884 getätigte Ankauf der Sammlung Saburoff ließ den Platzmangel wieder akut werden. 1896 erhielten die Sammlung antiker Skulpturen und das Antiquarium erstmals einen gemeinsamen Direktor, Reinhard Kekulé von Stradonitz.

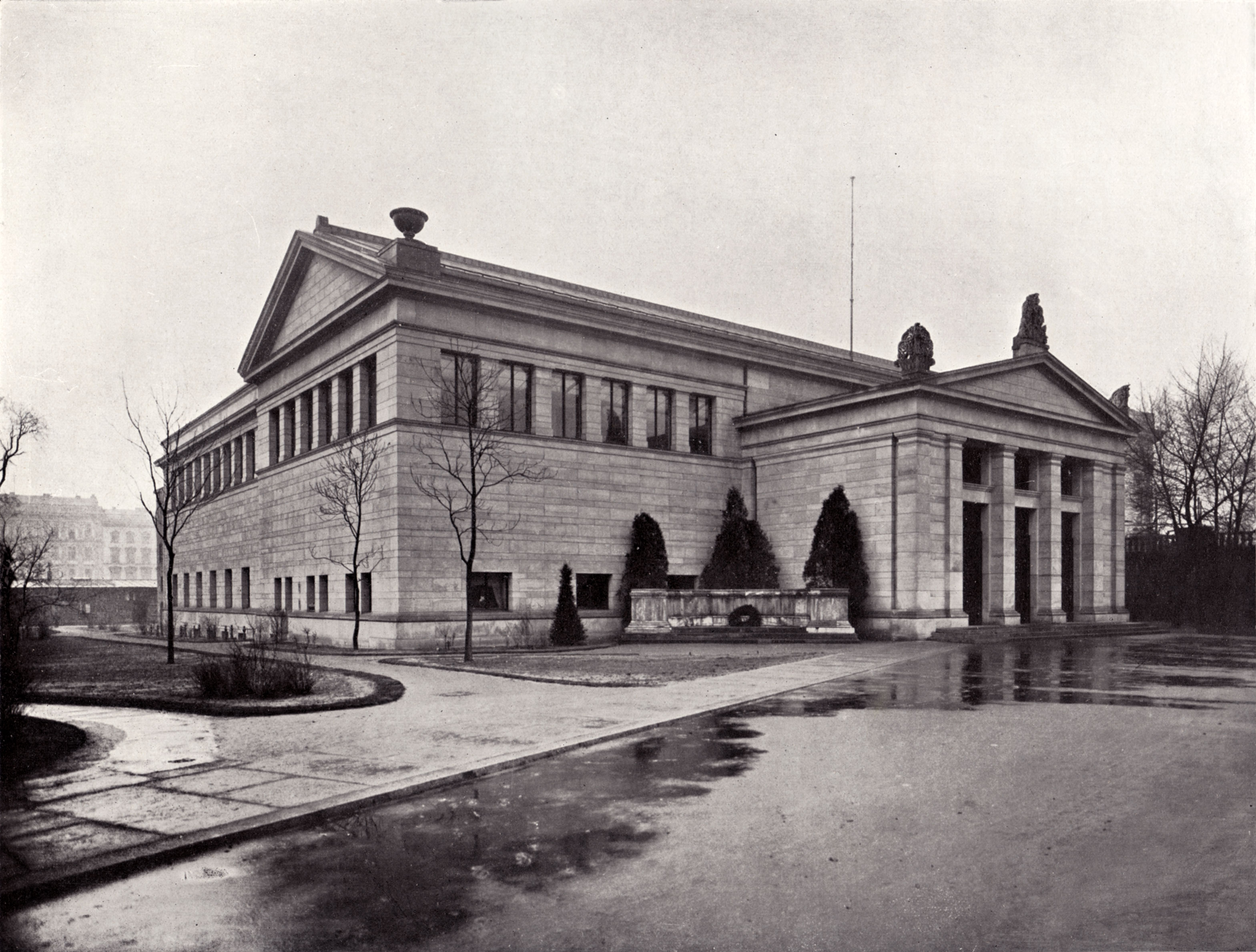
Das alte Pergamonmuseum (1905)

Zur Erweiterung der Sammlung hatte das Museum seit 1875 mit eigenen Ausgrabungen in der Mittelmeerwelt begonnen. Als ersten Grabungsort wählte man die Ruinenstätte von Olympia. 1878 begannen Carl Humann und Alexander Conze mit Ausgrabungen in Pergamon, die nicht zuletzt das Prunkstück der Sammlung, den Pergamonaltar, zur Sammlung beisteuerten. Weitere Ausgrabungen, etwa in Priene, Magnesia, Milet und Baalbek folgten. Diese Ausgrabungen brachten jedoch neue Probleme mit sich. Für die Präsentation dieser antiken Architektur wurde ein weiterer Museumsbau benötigt. Zwischen 1897 und 1899 wurde nach den Plänen der Architekt Fritz Wolff unter Leitung von Baurat Max Hasak ein erstes Pergamonmuseum errichtet. Am 18. September 1901 wurde es durch Kaiser Wilhelm I. eröffnet, im Lichthof des Museums waren der Pergamonaltar und andere Architekturbeispiele ausgestellt. Doch traten Probleme mit dem Fundament auf, so dass das Museum 1908 wieder geschlossen und abgerissen werden musste, die Bildwerke aus Pergamon wurden bis zur Vollendung des Nachfolgebaus in der östlichen Säulenhalle des Neuen Museums untergebracht. Seit 1907 plante Wilhelm von Bode einen Neubau. Zwar begann man 1912 mit dem Neubau, doch bedingt durch den Ersten Weltkrieg, dessen Folgen und die Weltwirtschaftskrise kam der Bau mehrfach ins Stocken. Zum hundertjährigen Jubiläum der Antikensammlung im September 1930 konnte der von Alfred Messel entworfene und von Ludwig Hoffmann erbaute Museumsneubau endlich an die Öffentlichkeit übergeben werden. Die drei Mittelsäle waren der antiken Architektur vorbehalten.

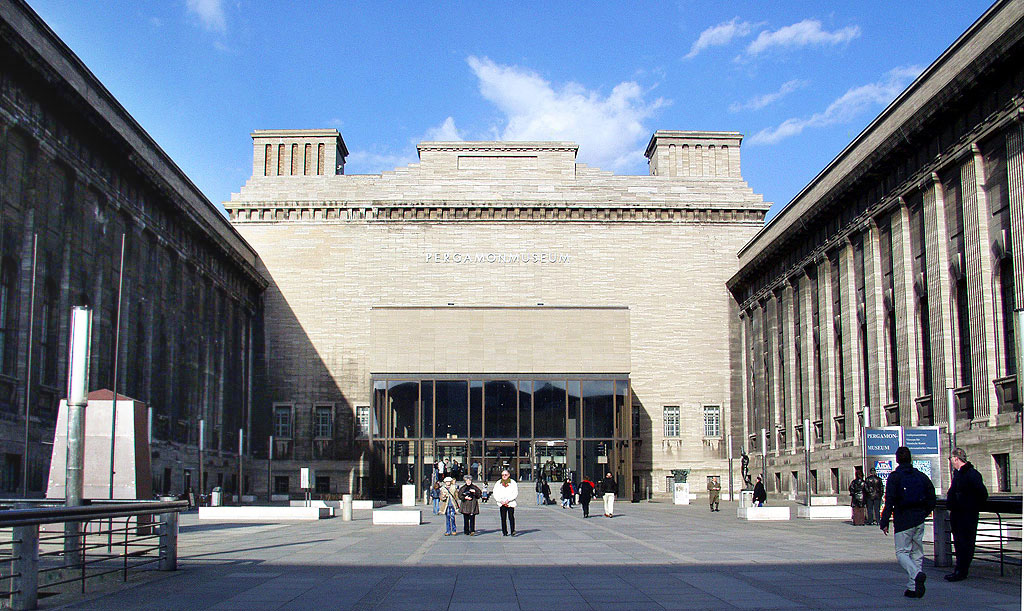
Pergamonmuseum

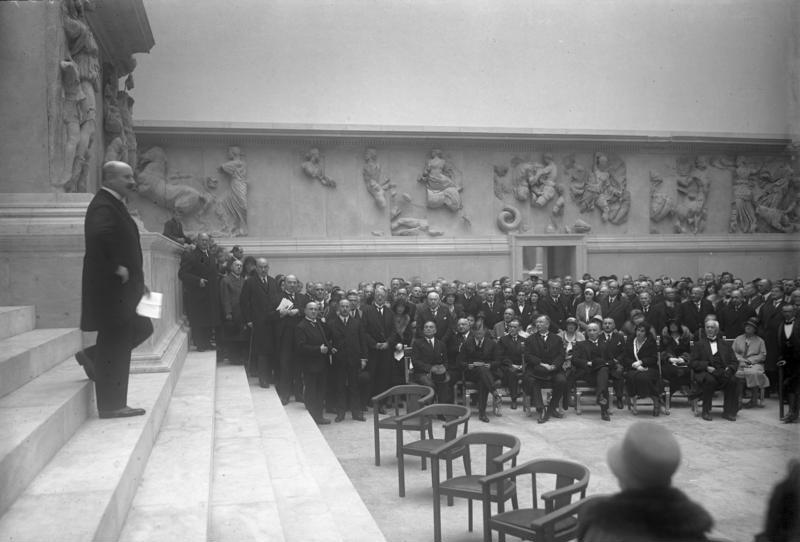
Eröffnung des Pergamonmuseums 1930

Den linken Flügel nahm das Deutsche Museum ein, dass das unter Platzmangel leidende Kaiser-Friedrich-Museum entlasten sollte. Der rechte Flügel war der vorderasiatischen Sammlung und dem Museum für Islamische Kunst vorbehalten. Die drei Mittelsäle konnten durch ihre großen Ausmaße antike Architektur in ihrer ganzen Dimension präsentieren. Hinzu kam die innovative Nutzung des natürlichen Oberlichts. Unumstritten war diese Präsentation nicht und der zum Teil erbittert geführte Streit ging als „Berliner Museumskrieg“ in die Geschichte ein. Durch Verbindungsgänge zwischen den drei archäologischen Museen konnten die Besucher für die nächsten neun Jahre einen Rundgang durch die frühen Hochkulturen Altägyptens, des Alten Orients und der antiken Welt unternehmen.
Auch im beginnenden 20. Jahrhundert konnte die Sammlung neben Objekten aus eigenen Ausgrabungen um weitere bedeutende Stücke bereichert werden. So stiftete 1912 Friedrich Ludwig von Gans seine umfangreiche Sammlung antiker Kleinkunst. 1913 wurde die Glassammlung von Maria vom Rath angekauft, 1916 die „Thronende Göttin von Tarent“, 1925 die „Frauenstatue mit Granatapfel (Berliner Göttin)“ und 1929 eine Sammlung von Mumienporträts aus dem Fayyum.
1939 wurden die Berliner Museen kriegsbedingt geschlossen.

### Das Kriegsinferno
1941 begann man damit, die Museumsbestände zu sichern oder auszulagern. Die Architekturproben im Pergamonmuseum konnten aufgrund ihrer Größe nur durch Sandsäcke geschützt werden, der Gigantenfries des Pergamonaltars wurde abgebaut und ausgelagert. Das bewegliche Inventar wurde zum Großteil in die Flaktürme Zoo und Friedrichshain sowie in die Tresorräume der Berliner Münze verbracht. Besonders in den Flaktürmen lagerte man die Kunstschätze, aufgrund der zu erwartenden Kampfhandlungen, nur widerwillig ein. Am 10. März 1945 wurde deshalb beschlossen, die Sammlungsbestände nach westlich von Berlin gelegenen Bergwerken zu schaffen. Nach etwa zehn Transporten wurde die Verlagerung nach der ersten Aprilwoche wieder eingestellt, sie war zu gefährlich geworden. So gelangte aber ein Großteil der Kleinkunst und die Bestände der Magazine der Antikensammlung in die Bergwerke Grasleben in Niedersachsen und Merkers bei Kaiseroda in Thüringen. Im Verlauf des Krieges wurden das Alte und das Neue Museum stark zerstört und der Museumsbau und Teile der Ausstellungsstücke beschädigt. Trotz aller Ängste kamen die Kunstschätze in den Flaktürmen während der Kampfhandlung kaum zu Schaden. Umso dramatischer waren die Ereignisse nach Beendigung der Kampfhandlungen. Die zur Bewachung der Kunstschätze zurückgelassenen Wächter verließen ihren Posten und die Depots wurden sowohl von deutschen als auch sowjetischen Beutesuchern geplündert. Bei zwei Bränden im Flakturm Friedrichshain im Mai 1945 wurde vermutlich ein Großteil der dort eingelagerten Kunstschätze zerstört, darunter auch zahlreiche Antiken. Andere wurden von der Roten Armee bzw. deren „Trophäentruppen“ konfisziert und als „Beutekunst“ in die Sowjetunion, nach Moskau und Leningrad, verbracht. Nicht alles davon wurde später zurückgegeben, vieles davon in der UdSSR geheim gehalten. Wie hoch die genaue Anzahl der zurückbehaltenen Kunstwerke ist, ist bis heute unbekannt. 25 antike Vasen, die den Berliner Museen gehören, wurden 2005 in der Ausstellung „Archäologie des Krieges“ im Moskauer Puschkin-Museum gezeigt. Weitere Vasen wurden im Moskauer Staatlichen Historischen Museum „entdeckt“ (etwa der Amphiaraos-Krater). Mehrere Vasen, die ab 1903 an das Provinzial-Museum in Posen ausgeliehen waren (von 19 Vasen sind noch 13 nachweisbar), und mehrere Porträtbüsten, die ab 1908 an das Schloss in Posen ausgeliehen waren (von 27 sind noch 20 nachweisbar), sind nach 1945 durch Polen in das Nationalmuseum in Posen eingegliedert worden, wo sie sich noch heute befinden.
Wie hoch die Verluste für die gesamte Sammlung sind, konnte erst nach der Wiedervereinigung der Sammlung erforscht und dokumentiert werden. Ein erster Verlustkatalog erschien im Jahre 2005. Zu den dort genannten Verlusten zählen fünf Großplastiken aus Bronze (unter anderem die „Victoria von Calvatone“, die jedoch 2016 in St. Petersburg „wiederentdeckt“ wurde), rund 300 Plastiken aus Stein, mehr als 40 Reliefs, mehr als 20 Steingeräte, rund 30 Steingefäße, mehr als 1500 Vasen und -fragmente, rund 200 Objekte aus Elfenbein und Knochen, rund 100 Stück Goldschmuck und mehr als 150 Gemmen.

### Die geteilte Sammlung

#### Die Antikensammlung auf der Museumsinsel in Ost-Berlin
1958 gab die UdSSR diese „Beutekunst“ in großen Teilen an die DDR zurück. Da jedoch das Alte und das Neue Museum noch zerstört waren, herrschte akute Platznot auf der Museumsinsel. Man stellte in den drei Mittelsälen des nun auch so genannten Pergamonmuseums erneut die architektonischen Exponate aus. Im zentralen Raum befand sich wieder der Pergamonaltar. Im rechten Raum befand sich die römische Architektur, im rechten Flügel befand sich wie auch schon bis 1939 im Untergeschoss das Vorderasiatische Museum, im Obergeschoss das Museum für Islamische Kunst. Im linken Mittelsaal wurde die griechische Architektur ausgestellt. Die vormals im Alten Museum ausgestellten antiken Skulpturen fanden ihren Platz im sich anschließenden linken Flügel. Ebenso wurde eine kleine Dauerausstellung antiker Münzen des Münzkabinetts eingerichtet. Im Obergeschoss fanden römische Porträts, die etruskische Kunst und ausgesuchte Stücke antiker Kleinkunst ihren Platz.
1982 wurde ein neuer Eingang gestaltet, der nun direkt in den Mittelsaal und damit zum Pergamonaltar führte. 1983/84 wurden die antiken Skulpturen neu aufgestellt. Man ordnete sie in einer chronologischen Folge an, die in einem Rundgang angesehen werden konnte. Angefangen wurde bei der archaischen griechischen Kunst, es schließen sich die Originale aus klassischer Zeit an, dann die römischen Kopien klassischer Originale, hellenistische Skulpturen und schließlich ein Saal mit römischer Kunst.
Infolge der Abnabelung vom internationalen Kunstmarkt beschränkte man sich auf der Museumsinsel vor allem auf die Erhaltung und Präsentation des vorhandenen Bestandes. Nur in wenigen Fällen konnte die Sammlung durch Neuzugänge bereichert werden. So gelang es beispielsweise, aus privatem Besitz ein griechisches Marmorrelief mit zwei Reitern und sieben kostbare Vasen zu erwerben.

#### Die Antikensammlung in Charlottenburg in West-Berlin

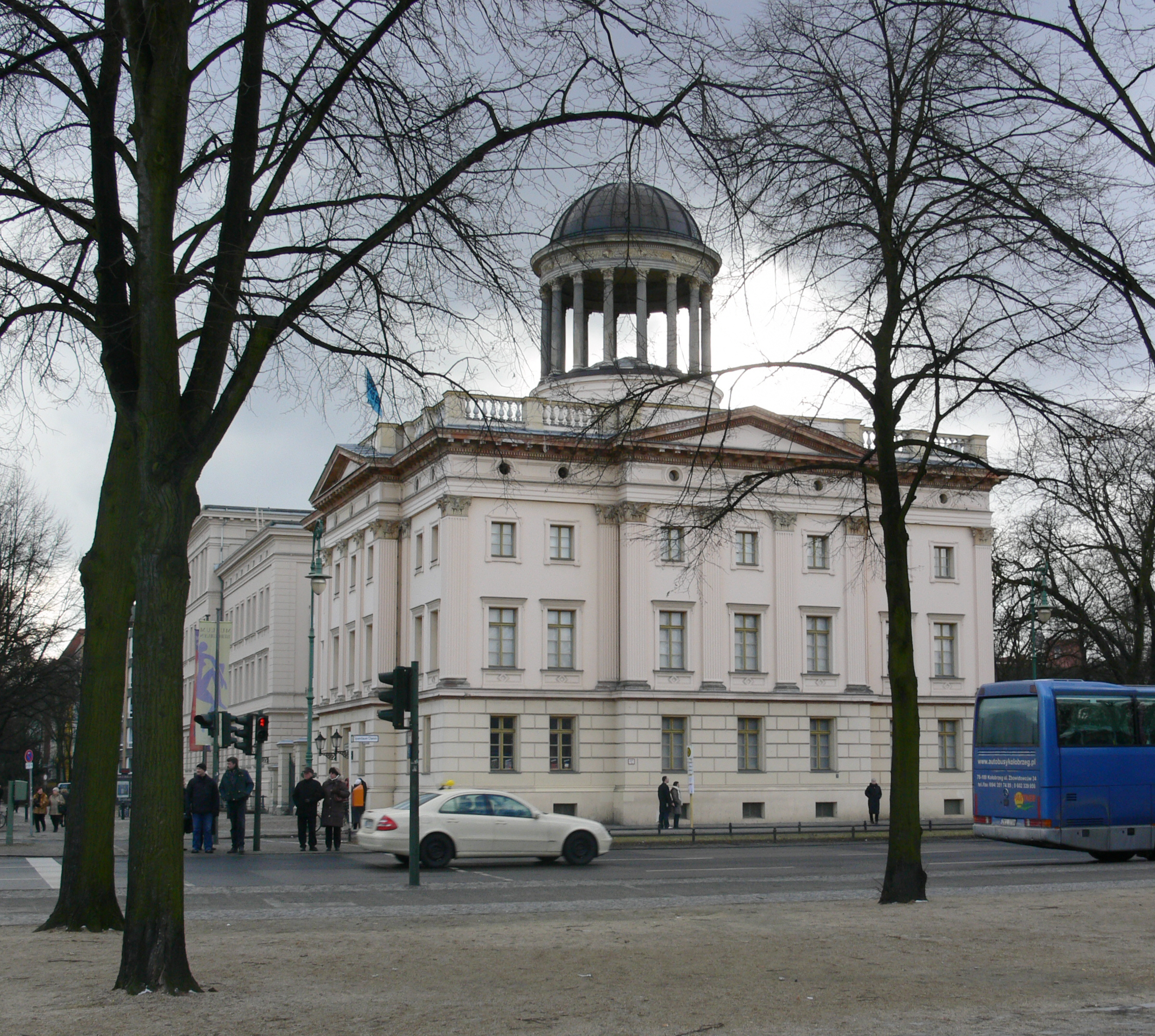
Der westliche Stülerbau, Sitz der Antikensammlung von 1960 bis 1995

Ebenfalls 1958 kehrten auch die während des Krieges nach Thüringen ausgelagerten Bestände der Antikensammlung nach Berlin zurück. Diese waren von den Briten nach Kriegsende in das Kunstgutlager Schloss Celle in Westdeutschland verlagert worden und wurden nun nach West-Berlin zurückgegeben, da eine Rückführung auf die Museumsinsel nicht zur Debatte stand. Stattdessen wurden alle dorthin zurückgeführten Kunstwerke in eigenen Häusern ausgestellt. 1961 wurden die Antiken unter die Verwaltung der Stiftung Preußischer Kulturbesitz gestellt.
Bereits ab 1960 wurden sie im westlichen der von Friedrich August Stüler errichteten Kasernengebäude gegenüber von Schloss Charlottenburg („Stülerbauten“) gezeigt. Kern des ausgestellten Bestandes waren vor allem Werke der Kleinkunst, der Hauptteil der ehemaligen Vasensammlung, die Sammlung antiken Goldschmucks (darunter der Hildesheimer Silberfund), sowie Teile der Glassammlung, der Hauptbestand an Mumienportraits, denen auch eines der wenigen erhaltenen Tafelbilder der Antike (Septimius-Severus-Tondo) zugeordnet war, und die Sammlung antiker Helme von Franz von Lipperheide.
1976 wurde die Antikensammlung mit der Einrichtung der Schatzkammer im Untergeschoss des Stülerbaus erweitert. 1987 wurde, ebenfalls im Untergeschoss, der Bereich für unteritalische Vasen eingerichtet, womit die Einrichtung der Antikensammlung als weitgehend abgeschlossen galt.
Im Gegensatz zum Ostberliner Pendant hatte die Sammlung Zugang zum internationalen Kunstmarkt, so dass bereits 1958 mit dem „Torso eines bewegter nackten Mannes, (‚Niobide’)“ die erste Nachkriegserwerbung getätigt werden konnte. Bis zur Wiedervereinigung mit den Beständen auf der Museumsinsel konnten mehr als 600 neue Kunstwerke durch Käufe und Schenkungen erworben werden. Darunter befanden sich zahlreiche antike Vasen, zahlreiche Marmorbüsten (etwa eine Porträtbüste Kleopatra VII.), Skulpturen (etwa ein weibliches Idol der Kykladenkultur) und Sarkophage (unter anderem der seit dem 16. Jahrhundert bekannte römische Feldherrensarkophag Rinuccini). Neben diesen Einzelerwerbungen gelangten auch einige größere Komplexe in den Besitz des Museums. 1976 die antike Münzen der Sammlung Heinrich Amersdorffer, 1980 der „Goldschmuck von Tarent“, 1984 und 1991 apulische Vasen aus einem Grab in Tarent, und 1986 den Inhalt eines Kölner Grabes aus der späten Kaiserzeit. 1988 erhielt die Antikensammlung als Geschenk die Sammlung des Archäologen Frank Brommer.

### Die wiedervereinigte Sammlung

Die Rotunde im Alten Museum

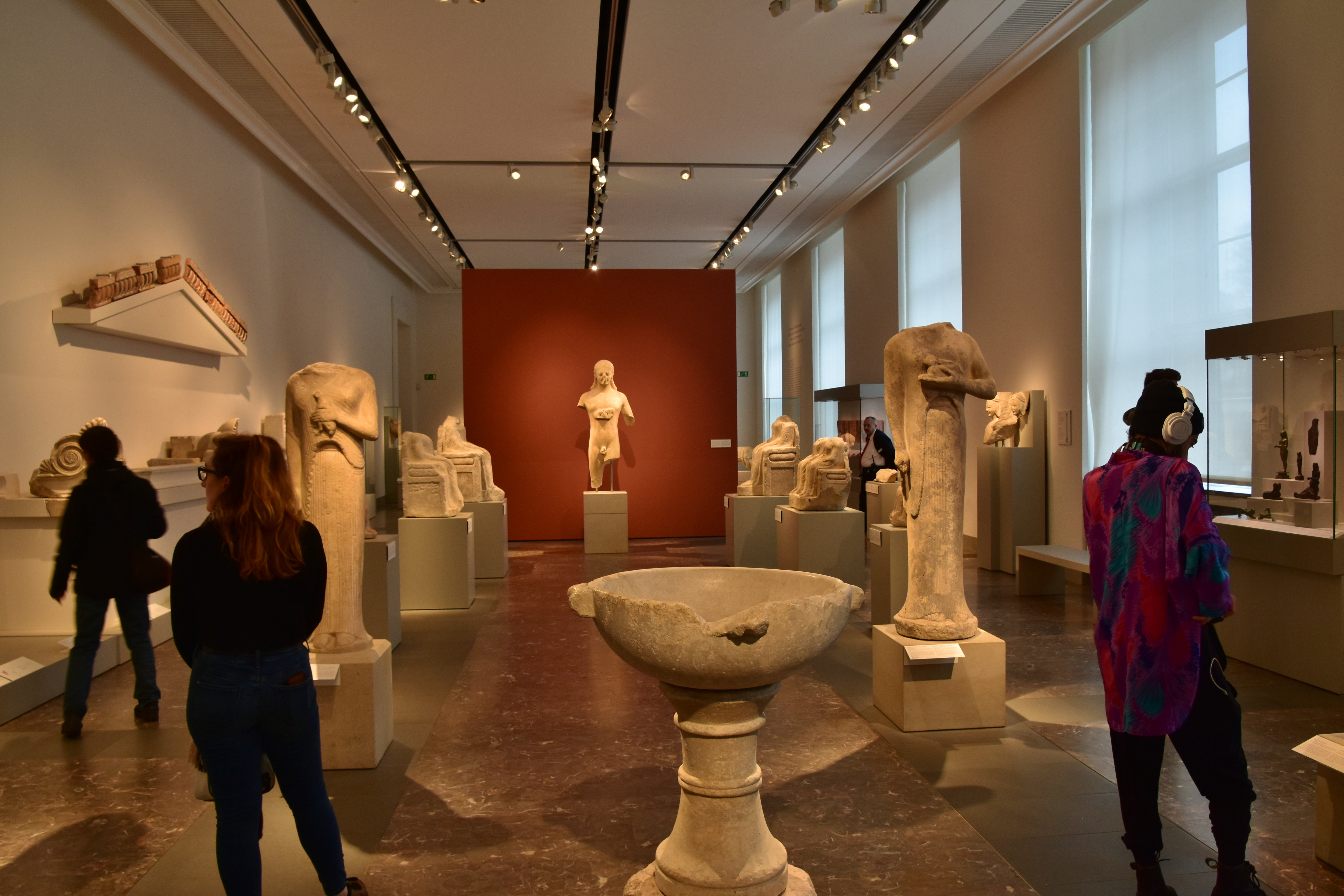
Raum 2 im Erdgeschoss des Alten Museums, „Orte der Götter – Heiligtümer im antiken Griechenland“

Nach der deutschen Wiedervereinigung 1990 und der zum 1. Januar 1992 erfolgten juristischen Übernahme der Staatlichen Museen zu Berlin (Ost) durch die Stiftung Preußischer Kulturbesitz wurden die auf Ost- und Westberlin verteilten Bestände der Antikensammlung wieder zusammengeführt. 1995 wurden die Ausstellungsräume im Stülerbau in Charlottenburg geschlossen. 1998 konnten im Hauptgeschoß des Alten Museums die Ausstellungsräume griechischer Kunst eröffnet werden.
In Folge des 1999 beschlossenen „Masterplans Museumsinsel“ standen und stehen weitreichende Veränderungen für die Antikensammlung an. Große Teile der Ausstellungsräume im Pergamonmuseum mussten aufgegeben werden, 2010/11 zogen die griechischen und römischen Skulpturen aus dem Nordflügel des Pergamonmuseums in das Alte Museum um. Der Pergamonaltar (1994–2004) und das Markttor von Milet (2006–2008) wurden aufwendig restauriert. Im 2009 wiedereröffneten Neuen Museum ist die Antikensammlung an den sammlungsübergreifenden Ausstellungen zyprischer und provinzialrömischer Kunst beteiligt. Seit Juli 2010 wird im Obergeschoss des Alten Museums die etruskische und römische Sammlung gezeigt. Aufgrund der renovierungsbedingten Schließung des Saales mit dem Pergamonaltar werden seit 2018 Stücke aus Pergamon sowie das Pergamon-Panorama in einem provisorischen Gebäude am Kupfergraben 2 gezeigt. Der Pergamonaltar soll erst 2025 wieder zugänglich sein.
Direktor der Antikensammlung ist seit 2003 Andreas Scholl, stellvertretender Direktor seit 2007 Martin Maischberger.

## Mitarbeiter
Siehe Liste der Direktoren der Antikensammlung Berlin und Kategorie:Mitarbeiter der Antikensammlung Berlin

## Bedeutende Exponate
Verschiedene Ausstellungsstücke werden in eigenen Wikipediaartikeln behandelt, darunter:
Architektur
- Pergamonaltar – 1. Hälfte 2. Jahrhundert v. Chr.
- Rundgrab der Cartinia aus Falerii – 2. Hälfte 1. Jahrhundert n. Chr.
- Markttor von Milet – ca. 110–120 n. Chr.
- Tempel von Baalbek

Plastik
- Statue der Ornithe – Mitte des 6. Jahrhunderts v. Chr.
- Frauenstatue mit Granatapfel („Berliner Göttin“) – Marmorstatue, um 570 v. Chr.
- Samischer Hoplit – Marmorstatue, 2. Hälfte des 6. Jahrhunderts v. Chr.
- Thronende Göttin von Tarent – Marmorstatue, 2. Viertel 5. Jahrhundert v. Chr.
- Stele Giustiniani – Grabstele, 2. Hälfte 5. Jahrhundert v. Chr.
- Weihrelief an Kybele – 4. Jahrhundert v. Chr.
- Aphrodite Heyl – Terrakottastatuette, 2. Jahrhundert v. Chr.
- Sandalenlösende Aphrodite – Marmorstatue, 2. Jahrhundert v. Chr.
- Betender Knabe – Bronzestatue, 1. Jahrhundert v. Chr.
- Xantener Knabe – Bronzestatue, spätes 1. Jahrhundert v. Chr.
- Grüner Caesar – 1. Jahrhundert n. Chr.
- Relief mit der Darstellung eines römischen Legionärs – 1. Jahrhundert n. Chr.
- Jupiter von Freienwalde – römische Bronzestatue, 2. Jahrhundert n. Chr., gefunden in der Germania magna

Keramik
- Pinakes von Penteskouphia
- Grabtafeln des Exekias
- Halsamphora des Exekias
- Sosias-Schale
- Erzgießerei-Schale
- Schulschale

Glas
- Glasamphora aus Olbia – hellenistisches Glasgefäß

## Sonderausstellungen
- 1975–1976: Antiken aus Berliner Privatbesitz[37]
- 1983: Tierbilder aus vier Jahrtausenden. Antiken der Sammlung Mildenberg[38]
- 1985: Antike in Zinn[39]
- 1987: Spiegelbilder. Die Bilderwelt etruskischer Spiegel im Antikenmuseum
- 1988: Kaiser Augustus und die verlorene Republik[40]
- 1988: Antike Helme[41]
- 1988: Die Welt der Etrusker. Archäologische Denkmäler aus Museen der sozialistischen Länder[42]
- 1990: Die Explosion des Parthenon[43]
- 1991: Euphronios, der Maler[44]
- 1994: Bürgerwelten. Hellenistische Tonfiguren und Nachschöpfungen im 19. Jahrhundert[45]
- 1997–1998: Der Betende Knabe. Original und Experiment[46]
- 2002: Die griechische Klassik. Idee und Wirklichkeit[47]
- 2003: Die Etrusker und Europa[48]
- 2005: Antinoos. Geliebter und Gott[49]
- 2008–2010: Die Rückkehr der Götter – Berlins verborgener Olymp[50]
- 2008–2010: Dionysos – Verwandlung und Ekstase[51]
- 2009–2010: ZeitRäume – Milet in Kaiserzeit und Spätantike[52]
- 2010: Der „Brutus“ vom Kapitol. Ein Porträt macht Weltgeschichte[53]
- 2010: Bunte Götter. Die Farbigkeit antiker Skulptur[54]
- 2011–2012: Pergamon – Panorama der antiken Metropole[55]
- 2015–2016: Kampf um Troja. Die Münchener Ägineten mit den Ergänzungen Thorvaldsens[56]
- 2016–2017: Gefährliche Perfektion. Antike Grabvasen aus Apulien[57]
- 2019–2020: Starke Typen. Griechische Porträts der Antike[58]
- 2021–2022: Klangbilder – Musik im antiken Griechenland[59]

## Förderverein
Im Februar 1913 wurde auf Anregung von Theodor Wiegand, dem damaligen Direktor der Antikensammlung, die „Vereinigung der Freunde antiker Kunst“ als Förderverein gegründet, dieser stellte seine Tätigkeit nach 1939 kriegsbedingt ein. Erst 1979 wurde am Antikenmuseum in Berlin-Charlottenburg wieder ein Förderverein gegründet. 1990 wurde ein „Verein der Freunde des Pergamonmuseums“ gegründet, 1998 schlossen sich die beiden Vereine zum Verein Freunde der Antike auf der Museumsinsel Berlin zusammen. Dieser unterstützt die Antikensammlung und das Vorderasiatische Museum der Staatlichen Museen zu Berlin.

### Überblickswerke
- Wilhelm von Massow: Führer durch das Pergamonmuseum. Reichsdruckerei, Berlin 1932.
- Elisabeth Rohde: Griechische und römische Kunst in den Staatlichen Museum zu Berlin. Henschelverlag, Berlin 1968 (Ost-Berlin).
- Klaus Vierneisel (Hrsg.): Römisches im Antikenmuseum. Antikenmuseum, Berlin 1978 (West-Berlin).
- Die Meisterwerke aus dem Antikenmuseum Berlin (Belser-Kunstbibliothek). Belser, Stuttgart / Zürich 1980, ISBN 3-7630-2001-2 (West-Berlin).
- Wolf-Dieter Heilmeyer (Hrsg.): Antikenmuseum Berlin – Die ausgestellten Werke. Antikenmuseum, Berlin 1988 (West-Berlin).
- Antike Welt im Pergamon- und Bodemuseum (Sonderhefte der Antiken Welt). Verlag Philipp von Zabern, Mainz 1990, ISBN 3-8053-1186-9.
- Die Antikensammlung im Pergamonmuseum und in Charlottenburg. Staatliche Museen zu Berlin. [1. Auflage]. Verlag Philipp von Zabern, Mainz 1992, ISBN 3-8053-1187-7; ISBN 3-8053-1339-X.
- Brigitte Knittlmayer, Wolf-Dieter Heilmeyer (Hrsg.): Die Antikensammlung. Altes Museum, Pergamonmuseum. 2., vollständig neu bearbeitete Auflage, Verlag Philipp von Zabern, Mainz 1998, ISBN 3-8053-2449-9.
- Andreas Scholl, Gertrud Platz-Horster (Hrsg.): Die Antikensammlung. Altes Museum, Pergamonmuseum. Staatliche Museen zu Berlin. 3., vollständig überarbeitete und erweiterte Auflage, Verlag Philipp von Zabern, Mainz 2007, ISBN 978-3-8053-2449-6.
- Annika Backe-Dahmen, Ursula Kästner, Agnes Schwarzmaier: Von Göttern und Menschen. Bilder auf griechischen Vasen. Wasmuth, Tübingen 2010, ISBN 978-3-8030-3331-4.
- Agnes Schwarzmaier, Andreas Scholl, Martin Maischberger (Hrsg.): Die Antikensammlung. Altes Museum, Neues Museum, Pergamonmuseum. 4., vollständig überarbeitete und erweiterte Auflage, von Zabern, Darmstadt 2012, ISBN 978-3-8053-4576-7.
- Andreas Scholl: Antikensammlung Berlin. Meisterwerke antiker Skulptur. Altes Museum, Neues Museum, Pergamonmuseum. C. H. Beck, München 2020, ISBN 978-3-406-73499-1.
- Wolf-Dieter Heilmeyer: Wandernde Antiken. Wege griechischer und römischer Kunstwerke in die Berliner Museen. Quartus-Verlag, Bucha bei Jena 2021, ISBN 978-3-947646-34-0.

### Sammlungskataloge
Fremdbesitz
- Laura Puritani: Dokumentation des Fremdbesitzes: Antikensammlung. Antiken aus Carinhall aus dem Eigentum der Bundesrepublik Deutschland (= Dokumentation des Fremdbesitzes. Band 3). Staatliche Museen zu Berlin – Preussischer Kulturbesitz, Berlin 2017, ISBN 978-3-88609-799-9.

Bronzen
- Carl Friederichs: Berlins antike Bildwerke, II. Geräthe und Broncen im Alten Museum. Düsseldorf 1871 (Digitalisat).
- Antike Helme. Sammlung Lipperheide und andere Bestände des Antikenmuseums Berlin (= Monographien des Römisch-Germanischen Zentralmuseums. Band 14). Römisch-Germanisches Zentralmuseum, Mainz 1988, ISBN 3-88467-019-0.
  - Bilddatenbank: Antike Bronzen in Berlin

Buntmarmor
- Harald Mielsch: Buntmarmore aus Rom im Antikenmuseum Berlin. Staatliche Museen Preussischer Kulturbesitz, Berlin 1985, ISBN 3-88609-096-5.

Etruskische Kunst
- Andreas Rumpf: Katalog der etruskischen Skulpturen (= Katalog der Sammlung antiker Skulpturen. Staatliche Museen. Band 1). H. Schoetz & Co., Berlin 1928.
- Gerald Heres: Corpus Speculorum Etruscorum. Deutsche Demokratische Republik 1. Berlin – Staatliche Museen, Antikensammlung. Akademie-Verlag, Berlin 1986, ISBN 3-05-000130-5.
- Gerhard Zimmer: Corpus Speculorum Etruscorum. Bundesrepublik Deutschland 4. Staatliche Museen zu Berlin, Antikensammlung 2. Hirmer, München 1995, ISBN 3-7774-6340-X.
- Volker Kästner (Hrsg.): Etrusker in Berlin. Etruskische Kunst in der Berliner Antikensammlung. Eine Einführung. Schnell + Steiner, Regensburg 2010, ISBN 978-3-7954-2427-5.

Glas
- Anton Kisa: Die antiken Gläser der Frau Maria vom Rath geb. Stein zu Köln. Druck von Carl Georgi, Bonn 1899 (Digitalisat).
- Gertrud Platz-Horster: Antike Gläser. Ausstellung November 1976 – Februar 1977. Verlag Bruno Hessling, Berlin, ISBN 3-7769-0169-1

Glyptik
- Adolf Furtwängler: Beschreibung der geschnittenen Steine im Antiquarium . Spemann, Berlin 1896 (Digitalisat).
- Carina Weiß: Die antiken Gemmen der Sammlung Heinrich Dressel in der Antikensammlung Berlin. Ergon-Verlag, Würzburg 2007, ISBN 978-3-89913-552-7.
- Gertrud Platz-Horster: Erhabene Bilder. Die Kameen in der Antikensammlung Berlin. Reichert, Wiesbaden 2012, ISBN 978-3-89500-906-8.

Knochenarbeiten
- Gertrud Platz: Knochenarbeiten. Objekte aus Bein, Elfenbein, Geweih, Horn und Zahn in der Antikensammlung Berlin. Schnell & Steiner, Regensburg 2018, ISBN 978-3-7954-3381-9.

Lampen
- Gerald Heres: Die punischen und griechischen Tonlampen der Staatlichen Museen zu Berlin. Akademie-Verlag, Berlin 1971.
- Gerald Heres: Die römischen Bildlampen der Berliner Antiken-Sammlung. Akademie-Verlag, Berlin 1972.

Mosaiken
- Irmgard Kriseleit: Antike Mosaiken. Aus den Beständen der Antikensammlung im Pergamonmuseum, Staatliche Museen zu Berlin – Antikensammlung, Berlin 1985.
- Irmgard Kriseleit: Antike Mosaiken. Altes Museum, Pergamonmuseum. Verlag Philipp von Zabern, Mainz 2000, ISBN 3-8053-2602-5; ISBN 3-8053-2651-3.

Plastik
- Beschreibung der antiken Skulpturen mit Ausschluss der pergamenischen Fundstücke. Berlin 1891 (Digitalisat).
- Katalog der Sammlung antiker Skulpturen. Staatliche Museen
  - Band 1: Andreas Rumpf: Katalog der etruskischen Skulpturen. H. Schoetz & Co., Berlin 1928.
  - Band 2, 1: Carl Blümel: Griechische Skulpturen des sechsten und fünften Jahrhunderts v. Chr. Verlag für Kunstwissenschaft, Berlin 1940.
  - Band 3: Carl Blümel: Katalog der griechischen Skulpturen des fünften und vierten Jahrhunderts v. Ch.  H. Schoetz & Co., Berlin 1928.
  - Band 4: Carl Blümel: Römische Kopien griechischer Skulpturen des fünften Jahrhunderts v. Chr. H. Schoetz & Co., Berlin 1931.
  - Band 5: Carl Blümel: Römische Kopien griechischer Skulpturen des vierten Jahrhunderts v. Chr. Verlag für Kunstwissenschaft, Berlin 1938.
  - [Band 6]: Carl Blümel: Römische Bildnisse. Verlag für Kunstwissenschaft, Berlin 1933.
- Carl Blümel: Die archaisch-griechischen Skulpturen der Staatlichen Museen zu Berlin. Akademie-Verlag, Berlin 1963.
- Carl Blümel: Die klassisch-griechischen Skulpturen der Staatlichen Museen zu Berlin. Akademie-Verlag, Berlin 1966.
- Katalog der Skulpturen in der Antikensammlung der Staatlichen Museen zu Berlin
  - Band I: Andreas Scholl (Hrsg.): Griechische und römische Bildnisse. Michael Imhof Verlag, Petersberg 2016, ISBN 978-3-7319-0387-1.
  - Band II, Teil 1: Agnes Schwarzmaier, Andreas Scholl (Hrsg.): Griechische Rundskulpturen bis zum Hochhellenismus. Michael Imhof Verlag, Petersberg 2019, ISBN 978-3-7319-0769-5.
    - Digitaler Gesamtkatalog der Skulpturen in der Antikensammlung der Staatlichen Museen zu Berlin

Schmuck
- Adolf Greifenhagen: Schmuckarbeiten in Edelmetall. Staatliche Museen Preussischer Kulturbesitz Antikenabteilung. 2 Bände, Gebr. Mann, Berlin 1971–1975, ISBN 3-7861-6072-4; ISBN 3-7861-6182-8.
- Edilberto Formigli, Wolf-Dieter Heilmeyer: Tarentiner Goldschmuck in Berlin (= Winckelmanns-Programm der Archäologischen Gesellschaft zu Berlin 130/131). de Gruyter, Berlin 1990, ISBN 3-11-012583-8.
- Gertrud Platz-Horster: Antiker Goldschmuck. Altes Museum. Eine Auswahl der ausgestellten Werke. Verlag Philipp von Zabern, Mainz 2001, ISBN 3-8053-2756-0.

Silberarbeiten
- Barbara Niemeyer, Agnes Schwarzmaier: Silber aus zwei Jahrtausenden in der Berliner Antikensammlung. Schnell & Steiner, Regensburg 2021, ISBN 978-3-7954-3653-7.

Vasen
- Adolf Furtwängler: Beschreibung der Vasensammlung im Antiquarium . 2 Bände. Spemann Berlin 1885 (Digitalisat).
- Corpus Vasorum Antiquorum Deutschland. Berlin 1–20; Corpus Vasorum Antiquorum DDR Berlin 1.

Zyprische Kunst
- Sylvia Brehme, Melitta Brönner, Vassos Karageorghis, Gertrud Platz-Horster, Bernhard Weisser: Ancient Cypriote art in Berlin. Antikensammlung, Museum für Vor- und Frühgeschichte, Münzkabinett. A. G. Leventis Foundation, Nicosia 2001, ISBN 9963-560-46-6.
- Sylvia Brehme, Melitta Brönner, Vassos Karageorghis, Gertrud Platz-Horster, Bernhard Weisser: Antike Kunst aus Zypern. Antikensammlung, Museum für Vor- und Frühgeschichte, Münzkabinett. Staatliche Museen Preußischer Kulturbesitz, Berlin 2002, ISBN 978-3-88609-455-4.